# Helena Lange
Helena Lange (Oldemburgo, 9 de abril de 1848 - Berlín, 13 de mayo de 1930) fue una pedagoga y defensora de los derechos de las mujeres. Es un símbolo del movimiento feminista alemán. Entre 1919 y 1921 fue miembro del Parlamento de Hamburgo.

## Infancia y formación
Helena Lange nació en el seno de una familia de clase media de Oldemburgo. Sus padres fueron el comerciante Carl Theodor Lange y su esposa Johanne (con apellido de soltera tom Dieck). Cuando tenía seis años murió su madre. Estudió para ser profesora y finalizó sus estudios en 1871. A continuación comenzó a trabajar como institutriz. A partir de 1876 trabajó como profesora y directora de un seminario en una escuela privada para chicas en Berlín con cursos adicionales para futuras maestras.

## Publicaciones y logros a través de su labor asociacionista
En 1887 publicó el escrito Die höhere Mädchenschule und ihre Bestimmung [La escuela superior femenina y sus directrices] como anexo a una petición en el que criticaba duramente la educación femenina. A este escrito se le conoce por el Gelbe Broschüre [folleto amarillo]. En 1890 fundó en Friedrichroda la ADLV (Allgemeiner Deutscher Lehrerinnenverein, Asociación General Alemana de Profesoras). En 1896 y, entre otras razones, gracias a su implicación, se permitió el acceso al examen de madurez (Sistema educativo alemán) a seis mujeres jóvenes en Berlín.
De 1894 a 1905 estaba en la presidencia del Bund deutscher Frauenvereine [Federación de Asociaciones Alemanas de Mujeres] así como presidenta de la Asociación General Alemana de Profesoras.
Helene Lange padecía una deficiencia visual. Su pareja Gertrud Bäumer la apoyó en su labor y juntas escribieron el Handbuch der Frauenbewegung (1901-1906) [Manual del movimiento feminista] y editaron la revista Die Frau (1893-1944) [La mujer].
Posteriormente fundó varias escuelas en las que las oportunidades eran las mismas para las chicas como para los chicos, entre otros los institutos de enseñanza secundaria de Rendsburg y también el instituto Helene Lange de Fürth. Este último celebró en el año 2007 su centenario que coincidieron con las fiestas conmemorativas del milenario de la ciudad.

## Importancia y filosofía
Helene Lange dio clases como profesora de maestras en Berlín. Se implicó en la lucha por la igualdad de oportunidades en el ámbito laboral y educativo para las mujeres, y se la considera una de las representantes más destacadas del ala moderada de los primeros tiempos del movimiento feminista alemán.
Su Feminismo estaba marcado por el diferencialismo. Señalaba la «diferencia entre los géneros»  y mantuvo el instinto maternal (¡no la maternidad!) para la Conditio sine qua non de la feminidad. Quería corregir con influencia femenina el desarrollo equivocado de un mundo determinado por los hombres.

## Compromiso político
Helene Lange estuvo en 1918 entre las fundadoras del DDP, para el que en 1919 estuvo en el Parlamento de Hamburgo como presidente por ser la mayor. En las elecciones en Hamburgo en 1921 no se presentó, debido a su edad.

## Honores
En 1928 recibió la ciudadanía de honor de la ciudad Oldenburg. A día de hoy muchas ciudades tienen colegios que llevan el nombre Helene-Lange-Schule. En 1923 recibió de la Universidad de Tubinga el título de doctora honoris causa.

## Obras
- „Die Frau: Monatsschrift für das gesamte Frauenleben unserer Zeit. 1.(1893/94) - 51.(1943/44).“ Organ des Bundes Deutscher Frauenvereine, Herbig Verlag, Berlín ISBN 3-89131-042-0
- „Handbuch der Frauenbewegung,“ v. 1-5: v. 1 1901, v. 2 1901, v. 3 1902, v. 4 1902, v. 5 1906, Neuauflage: Harald Fischer Verlag, 1996 ISBN 3-89131-138-9
- „Die Frauenbewegung in ihren modernen Problemen.“ Leipzig 1908, Neuauflage: Tende Verlag, Münster 1983, ISBN 3-88633-915-7
- „Lebenserinnerungen.“ Herbig Verlag, Berlín 1921
- „Briefe. Was ich hier geliebt.“ editado por Emmy Beckmann y Gertrud Bäumer, Wunderlich, Tubinga 1957, ISBN B0000BKPU6